# Friedrich Liebling
Pour les articles homonymes, voir Liebling.
Friedrich Liebling, né en 1893 en Galicie et mort en 1982 en Suisse, est un psychologue libertaire qui prône l'éducation non violente et l'entraide, afin que l'humanité puisse vivre en paix selon sa nature sociale.

## Biographie
En 1938, d'origine juive, il est contraint de quitter l'Autriche et rejoint la Suisse en tant que réfugié politique, statut qu'il acquiert en 1950.
En 1951, au numéro 33 de la Stationsstrasse à Zurich, il commence son activité de psychologue, en inscrivant sa pratique dans le modèle systémique de travail en groupe de son professeur Alfred Adler.
Il crée, par ailleurs, l'Université populaire de psychologie de Zurich. Cette dernière ne cesse de grandir (surtout après la fin des années 1960) jusqu'à sa mort.
Friedrich Liebling s'inspire des écrits de penseurs libertaires tels que Max Stirner, Mikhaïl Bakounine, Pierre Ramus et Pierre Kropotkine. Il les définira d'ailleurs comme des précurseurs de la psychologie libertaire.

## Postérité
L'Association pour la promotion de la connaissance psychologique des êtres humains a été fondée en 1986 par la psychologue Annemarie Buchholz-Kaiser (née le 12 octobre 1939, † 21 mai 2014) à partir des restes de l'École de psychothérapie de Zurich fondée par Friedrich Liebling et certains de ces anciens collègues ou étudiants.

## Notices
- « Friedrich Liebling » dans le Dictionnaire historique de la Suisse en ligne..